# دریاچه جاسیبای
دریاچه جاسیبای (به قزاقی: Lake Jasybay) یک دریاچه در قزاقستان است که در استان پاولودار واقع شده‌است.